# Microlepidium alatum
Microlepidium alatum är en korsblommig växtart som först beskrevs av John McConnell Black, och fick sitt nu gällande namn av Elizabeth Anne Shaw. Microlepidium alatum ingår i släktet Microlepidium och familjen korsblommiga växter. Inga underarter finns listade i Catalogue of Life.